# Miguel Hidalgo, Tenosique
Miguel Hidalgo är en ort i Mexiko.   Den ligger i kommunen Tenosique och delstaten Tabasco, i den sydöstra delen av landet, 900 km öster om huvudstaden Mexico City. Miguel Hidalgo ligger 141 meter över havet och antalet invånare är 213.
Terrängen runt Miguel Hidalgo är huvudsakligen kuperad, men den allra närmaste omgivningen är platt. Runt Miguel Hidalgo är det glesbefolkat, med 11 invånare per kvadratkilometer. Närmaste större samhälle är San Francisco, 3,5 km sydost om Miguel Hidalgo. Omgivningarna runt Miguel Hidalgo är en mosaik av jordbruksmark och naturlig växtlighet.